# Lijst van rijksmonumenten in Midsland
De plaats Midsland telt 13 inschrijvingen in het rijksmonumentenregister. Hieronder een overzicht. 
| Object | Oorspronkelijke functie?  | Bouwjaar                  | Architect  | Locatie                                     | Coördinaten?                  | Nr.?   | Afbeelding                                                                         |
| --- | ------------------------- | ------------------------- | ---------- | ------------------------------------------- | ----------------------------- | ------ | ---------------------------------------------------------------------------------- |
| Pandje onder zadeldak tussen puntgevels met gepleisterde voorgevel met toppilaster                        | Woonhuis                  | 1620                      |            | Oosterburen 1                               | 53° 22' 59" NB, 5° 17' 8" OL  | 35114  | Pandje onder zadeldak tussen puntgevels met gepleisterde voorgevel met toppilaster |
| Pandje onder zadeldak tegen gezwenkte en boven afgeronde gepleisterde topgevel                            | Werk-woonhuis             | 19e eeuw                  |            | Oosterburen 3                               | 53° 22' 59" NB, 5° 17' 9" OL  | 35115  | Meer afbeeldingen                                                                  |
| Pand met gepleisterde topgevel                                                                            | Woonhuis                  |                           |            | Oosterburen 4 en 6                          | 53° 22' 58" NB, 5° 17' 9" OL  | 35116  | Meer afbeeldingen                                                                  |
| Pandje onder zadeldak tegen topgevel van gele en rode met later ingezwenkte top                           | Woonhuis                  | 1722 (gevel jonger)       |            | Oosterburen 5                               | 53° 22' 59" NB, 5° 17' 9" OL  | 35117  | Meer afbeeldingen                                                                  |
| Pandje onder zadeldak tussen topgevels met rijk versierde voorgevel                                       | Werk-woonhuis             | 1698                      |            | Oosterburen 12                              | 53° 22' 58" NB, 5° 17' 11" OL | 35119  | Meer afbeeldingen                                                                  |
| Pandje met topgevel van gele steen met rode klesoren, beitelingen, vlechtingen en bogen boven de vensters | Woonhuis                  | 1648 1940 (restauratie)   |            | Oosterburen 23                              | 53° 22' 60" NB, 5° 17' 13" OL | 35120  | Meer afbeeldingen                                                                  |
| Laag voorhuis van boerderij met twee kamers                                                               | Boerderij                 | 1852                      |            | Oosterburen 40                              | 53° 22' 59" NB, 5° 17' 17" OL | 35121  | Meer afbeeldingen                                                                  |
| Voorhuis van boerderij met topgevel met beitelingen, klesoren en toppilaster van rode steen               | Boerderij                 | 1871 (verbouwing)         |            | Westerburen 8                               | 53° 22' 60" NB, 5° 17' 8" OL  | 35122  | Meer afbeeldingen                                                                  |
| Ten zuiden van de grote weg geïsoleerd gelegen boerderijtje                                               | Boerderij                 | 19e eeuw                  |            | Tuintjesweg 4, Striep (tot 2010: Seerijp 4) | 53° 22' 42" NB, 5° 17' 27" OL | 35123  | Meer afbeeldingen                                                                  |
| Stryper kerkhof                                                                                           | Begraafplaats en -onderdl |                           |            | Midslanderhoofdweg bij Oud Wagenpad         | 53° 22' 45" NB, 5° 17' 1" OL  | 35124  | Meer afbeeldingen                                                                  |
| Terrein met sporen van bewoning                                                                           | Archeologisch monument    | late middeleeuwen         |            | Hoofdweg bij Horp                           | 53° 22' 40" NB, 5° 16' 3" OL  | 46014  | Terrein met sporen van bewoning                                                    |
| Stryper kerkhof                                                                                           | Archeologisch monument    | middeleeuwen              |            | Midslanderhoofdweg bij Oud Wagenpad         | 53° 22' 45" NB, 5° 17' 1" OL  | 46015  | Meer afbeeldingen                                                                  |
| Hervormde kerk                                                                                            | Kerk en kerkonderdeel     | 1880-1881 1916 (hersteld) | M. Daalder | Westerburen 2                               | 53° 22' 59" NB, 5° 17' 6" OL  | 508929 | Meer afbeeldingen                                                                  |